# Egbert Kossak
Egbert Kossak (* 24. August 1936 in Hamburg; † 10. August 2016) war ein deutscher Architekt und Stadtplaner.

## Leben
Kossak studierte Architektur und Städtebau an der Technischen Universität Berlin. Zusammen mit seinen Studienkollegen Thomas Sieverts und Herbert Zimmermann gründete er 1965/66 die Freie Planungsgruppe Berlin als Genossenschaft nach sozialistischen Grundsätzen. Die Planungsgruppe entwickelte das Konzept für eine Trabantenstadt mit 80.000 Einwohnern am Rande Hamburgs in Billwerder-Allermöhe, ein Plan, der 1976 gestoppt und auf 9.000 Einwohner reduziert wurde. Von 1972 bis 1981 war Kossak Professor an der Universität Stuttgart.
Von 1981 bis 1999 war Kossak Oberbaudirektor in Hamburg. Nach eigener Aussage entwickelte er dabei zusammen mit dem damaligen Bürgermeister Klaus von Dohnanyi und Bausenator Eugen Wagner das Konzept der Hamburger HafenCity. Seit 1999 arbeitete er freiberuflich. Zusammen mit dem Architekturbüro Renner Hainke Wirth erstellte er den Masterplan für den zweiten Teil des Kop van Zuid in Rotterdam. 2003 wurde Kossak wegen Bestechlichkeit im Zusammenhang mit einem Architektenwettbewerb zu einer Geldstrafe verurteilt.
Nach Kossaks Tod würdigte ihn der Hamburger Bürgermeister Olaf Scholz „als bedeutenden Stadtentwickler, der in beinahe zwei Jahrzehnten seines Wirkens als Oberbaudirektor das moderne Hamburg tief geprägt habe“. Egbert Kossak fand seine letzte Ruhestätte auf dem Ohlsdorfer Friedhof.